# Лосано Себастьян, Франсиско Хавьер
Франсиско Хавьер Лосано Себастьян (исп. Francisco Javier Lozano Sebastián; род. 28 ноября 1943, Вильяверде-де-Искар, Испания) — испанский прелат и ватиканский дипломат. Титулярный архиепископ Пенафьеля с 9 июля 1994. Апостольский нунций в Танзании с 9 июля 1994 по 20 марта 1999. Апостольский нунций в Демократической Республике Конго с 20 марта 1999 по 15 декабря 2001. Официал Государственного секретариата Ватикана с 15 декабря 2001 по 4 августа 2003. Апостольский нунций в Хорватии с 4 августа 2003 по 10 декабря 2007. по Апостольский нунций в Румынии и Молдавии с 10 декабря 2007 по 20 июля 2015.